# Halver Hahn

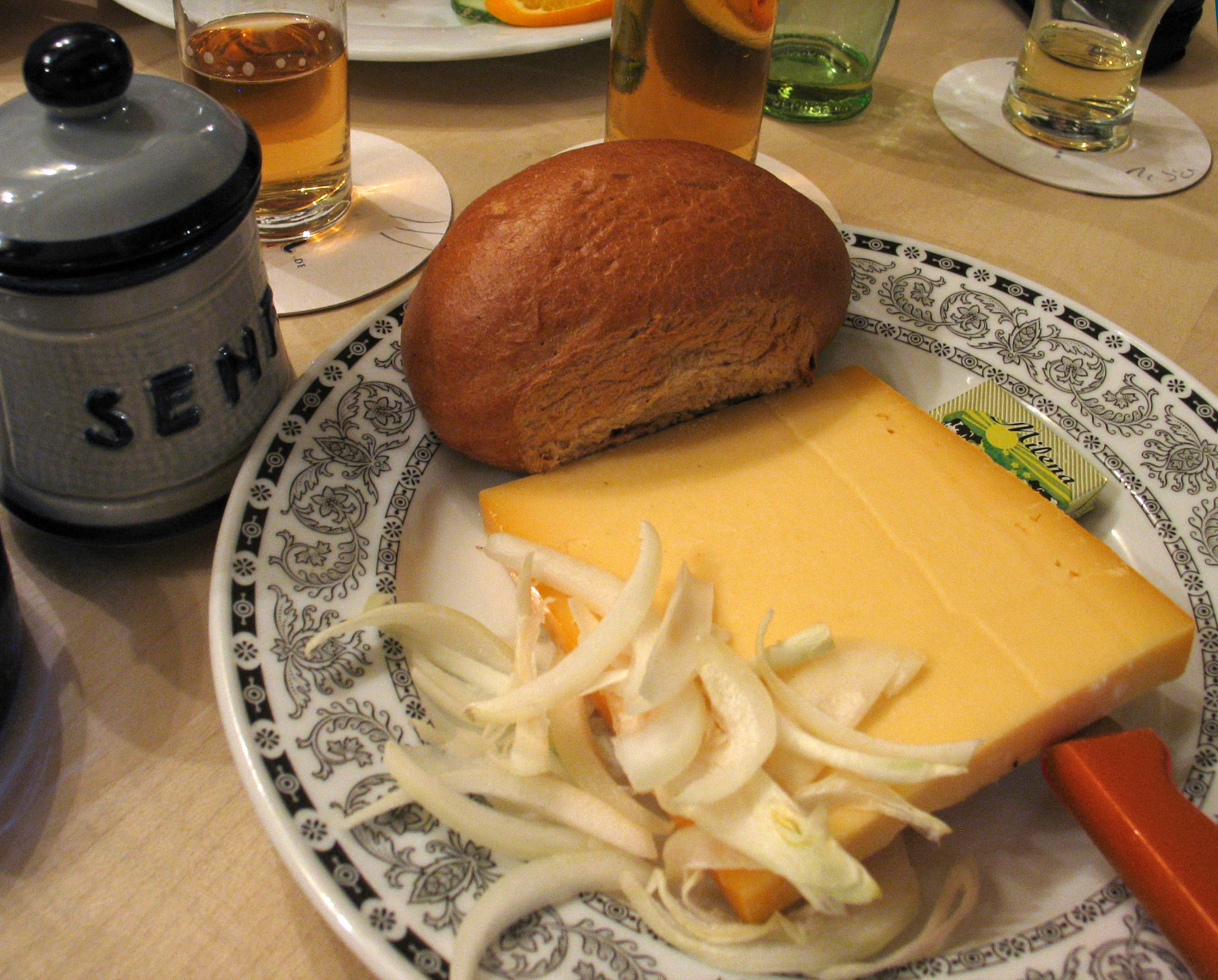
Halver Hahn, tal y como se sirve en una típica posada en Colonia (Gasthaus).

El halve Hahn es una expresión dialectal de Colonia para un panecillo ("Brötchen") de harina de centeno acompañado con queso. El panecillo se denomina en alemán: Röggelchen (Panecillo de harina de centeno) suele acompañarse generalmente con mantequilla, entre uno y dos rebanadas de grosor mediano de queso Gouda semicurado y algunos pepinillos en vinagre y mostaza. Se acompaña de unas rodajas cortadas de cebolla. Este plato se puede encontrar en casi todos los bares y restaurantes de Colonia . Para saber el origen verdadero de este plato, que en Hochdeutsch (Alto alemán) es denominado: halber Hahn ("Medio pollo"), existen diferentes leyendas.

## Origen del Nombre
Una teoría sobre el origen posible de este famoso plato es que un cocinero propietario de un restaurante de Colonia servía este panecillo con queso. Esta teoría dice que un día llegó un invitado y solicitó la mitad de un panecillo (Alemán antiguo): „Ääver ich will doch bloß ne halve han“ que en alemán moderno se transcribe como: "aber ich möchte doch bloß ein halbes haben"), que es como decir que "Sólo quiero la mitad (del panecillo)" y de esta forma "Halve Hahn" se ha quedado como la denominación más probable, que curiosamente significa "medio pollo", no habiendo este ingrediente en el plato. De esta forma se quedó el nombre adherido a este plato de Colonia.
Una teoría parecida dice, que en tiempos de guerra era el queso más barato que el pollo y de esta forma se pedía (con cierto gracejo): "kann ich och ne halve han?“ (¿Puedo tomar medio pollo?), haciendo un juego de palabras entre Hahn (Pollo) y Han (Tener o pedir).
- Datos: Q153237
- Multimedia: Halve Hahn / Q153237